# 週刊住宅タイムズ
株式会社週刊住宅タイムズは、住宅・不動産の専門紙「週刊住宅」を発行する日本の出版社。

## 概要
「週刊住宅」は、1960年4月から2017年4月まで株式会社週刊住宅新聞社から発行されてきたが、2017年5月1日の事業停止（後に2017年10月31日に破産手続開始決定）に伴って休刊となった。週刊住宅新聞社の元社員は、「週刊住宅」を復刊すべく、2017年6月に株式会社週刊住宅タイムズを設立した。
週刊住宅タイムズは、週刊住宅新聞社の代理人との版権譲渡交渉の末「週刊住宅」の各種権利を譲受することで合意。2017年8月から復刊することになった。
代表取締役には、元週刊住宅編集長である山口卓哉が就任、2019年から取締役の鈴木美由紀が代表取締役に就任し、現在に至る。